# Storzan bezlistny

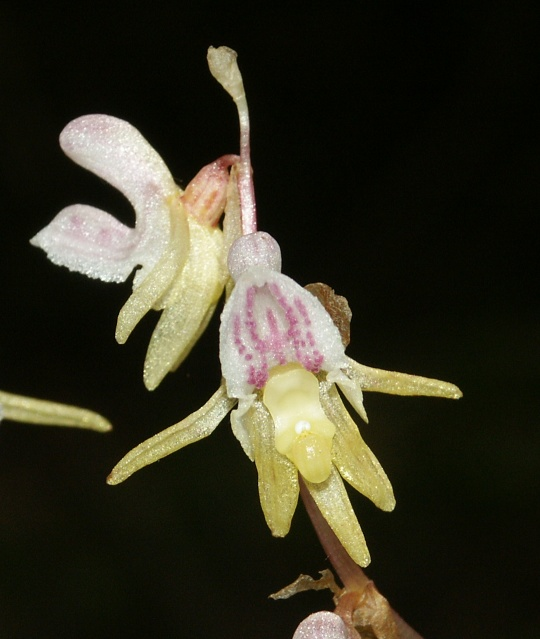

Storzan bezlistny (Epipogium aphyllum Sw.) – gatunek rośliny z rodziny storczykowatych (Orchidaceae). 

## Rozmieszczenie geograficzne
Występuje w Europie i Azji, wszędzie na rozproszonych obszarach. W Europie jest częstszy i występuje na większych obszarach. W Azji występuje tylko na niewielkich obszarach i na pojedynczych stanowiskach, ale sięgają one aż po Kamczatkę. Występuje zarówno na niżu, jak i w górach. Bogate stanowiska tego gatunku na Słowacji podawane są z Tatr i Niżnych Tatr.
W Polsce jest bardzo rzadki i większość jego stanowisk podano z gór. Na niżu podawany był tylko ze stanowisk na Pomorzu Zachodnim i Gdańskim, jednak stanowiska te, podobnie jak stanowiska na Wyżynie Małopolskiej i Lubelskiej, na Pogórzu Dynowskim i Pogórzu Przemyskim pochodzą z przełomu XIX i XX w. i wymagają sprawdzenia. Obecnie stwierdzony w polskiej części Puszczy Białowieskiej, gdzie jest gatunkiem bardzo rzadkim. Dość liczne stanowiska podano z Sudetów (w Górach Bialskich, Bardzkich, Bystrzyckich, Kaczawskich, Orlickich, Sowich, Złotych, w Karkonoszach, w Rudawach Janowickich i w masywie Śnieżnika). W Karpatach podano około 20 jego stanowisk, ale większość z nich już nie istnieje. W Tatrach obecnie znane są tylko 2 stanowiska: przy szlaku na polanę na Stołach (2008 r.) i w dolnej części Doliny Chochołowskiej. Najwyższe stanowisko, z którego był podawany storzan bezlistny w Polsce znajduje się w Dolinie Smytniej, również w Tatrach Zachodnich. W Pieninach znaleziono go w 1994 r. w dolinie Harczy Grunt, na pozostałych, dawniej podawanych stanowiskach wyginął. Ponadto podany został na stanowiskach na Gubałówce (1964 r.) i w Witowie (1999 r.). W Gorcach i na Babiej Górze na podawanych dawniej stanowiskach wyginął.

## Morfologia
ŁodygaWzniesiona, zgrubiała w nasadzie, o wysokości 3,5-30 cm.
LiściePosiada najczęściej 2, rzadziej 3 łuskowate, półprzezroczyste liście bezzieleniowe.
KwiatyWytwarza 2-5 kwiatów zwisających na krótkich szypułkach. Wyrastają z kątów przeźroczystych przysadek, są rozwarte, koloru brązowego z fioletowymi i żółtymi elementami. Działki okwiatu białe lub kremowe, pokryte fioletowobrązowymi smugami. Warżka posiada zwróconą do góry 3-łatkową, fioletową, workowatą ostrogę. Na środkowej łatce warżki występują szeregi czerwonych kropek. Ani szypułka, ani zalążnia nie są skręcone. Najwyżej położony kwiat w kwiatostanie storzana nie rozwija się.
Część podziemnaPosiada rozgałęzione kłącze wytwarzające rozłogi. Korzeni brak.
OwocTorebka o długości do 6 mm.

## Biologia i ekologia
Bylina, geofit. Jest gatunkiem pojawiającym się efemerycznie. Brak odnalezienia jego pędów na danym stanowisku nawet przez wiele lat nie znaczy, że w tym miejscu wyginął: rozwój łodyg i kwiatów może odbywać się również pod ziemią. Występuje w lasach iglastych, głównie świerkowych i jodłowych, ale także w grądach i kwaśnej buczynie. W górach sięga po regiel górny. Najwyżej położone w Polsce stanowisko tego gatunku znajdowało się w Dolinie Smytniej w Tatrach Zachodnich. Nie posiada chlorofilu i nie przeprowadza fotosyntezy. Jest rośliną myko-heterotroficzną – substancje pokarmowe pobiera z grzybów, na których pasożytuje. Rozwój rośliny od wykiełkowania do zakwitnięcia trwa nawet kilkanaście lat. Kwitnie w lipcu i sierpniu, zaledwie przez kilka dni. Potrafi nawet zakwitnąć pod ziemią. Po przekwitnięciu naziemna część rośliny zanika. Liczba chromosomów 2n = 68.

## Zagrożenia i ochrona
Roślina objęta w Polsce ścisłą ochroną gatunkową. Ma pojedyncze stanowiska na terenie całego kraju.
Kategorie zagrożenia gatunku:
- Kategoria zagrożenia w Polsce według Czerwonej listy roślin i grzybów Polski (2006)[11]: E (wymierający); 2016: CR (krytycznie zagrożony)[12].
- Kategoria zagrożenia w Polsce według Polskiej czerwonej księgi roślin[13]: CR (critical, krytycznie zagrożony).

Część stanowisk znajduje się na chronionych obszarach parków narodowych: Tatrzańskiego i Pienińskiego. Stanowisko na Harczygrundzie w Pieninach jest monitorowane od 1995 r. Najbardziej zagrożone jest stanowisko w Witowie nad Czarnym Dunajcem, ale i na wielu innych stanowiskach gatunek ten jest zagrożony ze względu na skrajnie małą liczbę osobników.